# Aniksozaur
Aniksozaur (Aniksosaurus darwini) – teropod z grupy celurozaurów (Coelurosauria) o bliżej niesprecyzowanej pozycji systematycznej.
Jego nazwa znaczy "wiosenny jaszczur Darwina" (jego kości znaleziono 21 września, gdy na półkuli południowej zaczyna się wiosna; Darwina uhonorowano, ponieważ odwiedził on Patagonię - region, w którym znajdowały się szczątki aniksozaura).
Żył w okresie kredy (ok. 99-93 mln lat temu) na terenach Ameryki Południowej. Długość ciała ok. 2-2,5 m, wysokość 80 cm, masa ok. 40-65 kg. Jego szczątki znaleziono w Argentynie (w prowincji Chubut).